# 太極年代 新時代+好時代精選
《太極年代 新時代+好時代精選》是太極樂隊在2005年9月發行的新曲+精選。

## 我們的80年代
- 本次收錄的新歌曲「我們的80年代」，裡面加入了許多其他歌手及樂隊的作品。

以下為所加入歌曲:
- 太極樂隊-《迷途》
- 太極樂隊-《紅色跑車》
- 草蜢-《失戀》
- 達明一派-《馬路天使》
- 太極樂隊-《緣》
- Raidas-《傾心》
- Beyond-《Amani》
- Beyond-《喜歡你》
- 藍戰士-《下雨天》
- 溫拿樂隊-《玩啦》
- 太極樂隊-《2030》
- 太極樂隊-《留住我吧》

## 新歌
- 本專輯收錄兩首新歌，分別是《我們的80年代》以及《乾杯》。

## 曲目

### DISC 1
1. 我們的八十年代
2. 乾杯
3. 暴風紅唇
4. 紅色跑車
5. 他
6. 紫色夢幻
7. DANCE ALL NITE
8. 吶喊(序)
9. 迷途
10. Celia
11. 緣
12. 2030
13. 冷血人
14. 計時炸彈
15. 吶喊
16. 沉倫

### DISC 2
1. 全人類高歌
2. 沉默風暴
3. 留住我吧
4. 樂與悲
5. 一切為何
6. 頂天立地
7. 禁區
8. Crystal
9. 每一句說話
10. 永遠愛你
11. 獻給Pauline
12. 害怕受傷的男人
13. 一生不再說別離
14. For You and I
15. 偷食
16. 曙光